# L'Homme de peine
L'Homme de peine est un roman français de Claire Gallois publié en 1989 aux éditions Grasset. La narratrice, Christine, accompagne Victor vers sa dernière demeure. Au cours de ce voyage, elle se souvient de leur étrange relation.

## Commentaires
Choisissant la forme romanesque, Claire Gallois raconte les derniers jours de Matthieu Galey qu’elle a aimé et à qui elle a promis « une tombe en papier ». Ce roman a reçu un accueil réservé, la sœur de Matthieu Galey a reproché à l’auteur sa démarche nécrophage.